# 정치혐오증
정치혐오증은 정치활동, 구조와 관련된 정치 기관, 정치적 행동들에 대한 무관심과 이에대한 시민들의 부정적인 태도를 일컫는다. 이러한 태도는 일반적으로 정치 체제 전체에 해당되거나 정치과정의 결과와 관련되어 있다. 정치학자 에른스트 프랭켈(Ernst Fraenkel)은 이미 1966년에 1965년 총선에서 나타난 "의회혐오증"에 대해서 개탄한 바 있다. 비록 '정치혐오증'으로 설명되는 현상들이 이미 알려져 있지만 이 용어는 1980년대 말에 처음으로 대두되었다. 독일어학회(Die Gesellschaft für deutsche Sprache)는 정치혐오증을1992년 '올해의 단어'로 선정하였고, 2년 후 두덴사전에 등재된다. 국가혐오증(Staatsverdrossenheit), 정치가혐오증(Politikerverdrossenheit), 정당혐오증(Parteienverdrossenheit)와 같은 연관어가 생겨나기도 했다.

## 표현
어떠한 범위까지 정치혐오증이 나타나는 지에 대해서는 정치에 대한 개개인의 태도에서 확인할 수 있다. 정치에 관심이 없는 사람이라면 적극적으로 참여하지도 않기 때문에 정치혐오증은 정당의 당원수 감소, 저조해지는 투표율에서도 확인할 수 있다.

## 독일의 정치, 정당혐오증
지난 몇 년 간 정치혐오증 외에도 정당혐오증의 증가 역시 확인되고 있다. 정당혐오증은 정치혐오증과 함께 관찰되나, 정당 내에서, 정당과 함께 일을 하는 것에 대한 거부적 태도 및 무기력증을 의미한다. 당원수 감소, 높은 당원평균연령(2003년, 기민당의 45.7%가 60세 이상, 사민당은 42.2%) 고정유권자들 감소 및 투표율 저조는 선거태도와도 결부되어 있다.

### 정당에 대한 신뢰
그러나 비평가들은 정치가들을 집단적으로 비판적으로 묘사한 매스미디어또한 책임이 있다고 보고 있다. 또한, 미디어가 만들어내는 로비, 스캔들, 기부스캔들과 불법적 권력창출 또한 정치혐오증에 일부분 기여를 하고 있다. 독일의 정치혐오증 증가는 정치가들의 권위 하락에서도 나타난다. 특정 직군의 권위에 대해 정기적으로 설문조사를 실시하고 있는데, 정치가는 항상 하위권(내지는 최하위권)이다. 독일 국민의 민주주의 제도에 대한 신뢰는 2006년 ARD(독일제1공영방송) 설문조사에서 최저점을 기록했다. 처음으로 50%이상의 응답자들이 정부형태에 만족하고 있다고 대답했다. 2006년 12월의 설문조사에서는 유권자의 82%가 독일국민이 정치에 언급할만한 영향력을 행사하지 않고 있다고 생각한다는 결과가 나오기도 했다.

### 청소년의 정치혐오증
정치혐오증은 청소년들에게서 더 잘 드러난다. 2002년 셸 청소년조사연구보고의 결과에 따르면 12세~25세 사이 청소년의 30%가 정치에 관심을 갖고 있다고 한다. 이에 따라 1984년에는 정치에 관심을 갖고 있는 청소년이 55%, 심지어 1991년에는 57%까지 올라갔던 반면, 현재는 34%라고 한다. 정치혐오증 또한 이러한 현상에 책임이 있다는 것이다. 만 18세 이하의 청소년들에게 정치적 공동결정권이 거의 없다는 것 또한 문제가 되고 있다. 따라서 이들의 의사가 반영되고 존중받을 수 없게되고, 결국 정치가들의 관심 밖의 그룹이 되는 것이다. 그러나 투표연령을 낮추는 것이 해답이 될 지에 대해서는 불확실하다.

### 정치에 대한 과도한 기대에 따른 결과로써의 정치혐오증
최근 정계에서는 국민의 과도한 정치과정에 대한 기대의 결과로써 정치혐오증이 생겨났다는 목소리가 커지고 있다. 이들의 주장은 독일과 같은 상황, 소수의 정당이 백 명 이하의 의원을 보유하고, 몇 천명 정도의 활발히 활동하는 당원들이 8천만 명 이상의 이익을 대변하는, 에서는 유권자의 이상에 부합하는 정당은 존재하지 않는다는 당위성에 근거를 두고 있다. 따라서 이들은 정치혐오증이 저치제도에 대한 비현실적인 기대에 따란 표현이며, 결국 정치가 실패했다는 증거로 보고있다. 국민들이 '정치'가 국민들의 이익을 관철하고 진지하게 기대했었다면, 이는 국민이 아마도 민주주의의 원칙을 이해하지 못했다는 증거로 볼 수 있다는 것이다. 국민차원에서 정치혐오증을 극복하는 수단으로는 다시 정치에 활발하게 참여하는 것으로 여겨지고 있다.

## 원인
정치혐오증의 발생과 두드러진 데에는 여러 가지 원인이 존재한다.

### 공약불이행
대연정(사민당 / 기민당)이 2006년 총선에서 2퍼센트 또는 인상은 없다고 공약했음에도 부가세 3%인상을 실시한 것이 가장 잘 알려진 예이다. 또한 재통일 이후 구 동독지역과 관련하여 정치혐오증이 증가한 것을 관찰할 수 있다. 또 다른 유명한 예로는 당시 총리였던 헬무트 콜이 1990년 6월 21일 2 + 4조약 관련 국회토론에서 내걸은 약속이다. 그는 당시 "2+4조약은 메클렌부르크-포어폼메른, 작센-안할트, 튀링엔, 브란덴부르크, 작센주가 다시 “꽃피는 풍경을 제공하는 좋은 기회이다."라고 말한 것이다.

### 정당민주주의
적어도 독일에서는 정당들이 주, 연방차원에서 후보들을 비례대표제에 따라 후보를 올릴 자격을 갖고 있다. 그러나 이러한 후보 리스트 조차도 투표용지에 완벽하게 보이지도 않는다. 기본법에도 유권자가 의지고지 (Willenskundgebung)를 할 수 있는 다른 가능성이 명시되어 있지도 않다. 독일의 재통일이후부터 꾸준히 연방대통령을 국민투표와 직선제로 선출할 것을 기본법에 명시하는 것에 대해 토론하고 있다. 기본민주주의적인 원소들은 바이마르공화국시절의 경험과 관련하여 정치 엘리트에 의해 기본적으로 거부 당했었다. 몇몇 유권자들은 낙담하고, 무기력감을 느끼고 있다.

### 정치, 정치가
하지만 정치혐오증에대한 주원인을 정치와 정치가에게서 찾는 다수의 사람들이 있다. 의회에서 유권자의 이익을 대변해야 하는 정당들과 정치가들이 어느 범위까지 국민의 대표자로서 의사결정 과정에서 그들의 과제를 인지하고, 경시하는지를 규정하는 것은 국민들 사이에도 의견이 매우 분분하다. 따라서 정치가들과 정당들이 의회에서 하는 일이 유권자의 소망과 정확하게 일치하는 것도 아니다. 다시 말하면, 일반 국민들이 이러한 일정한 주제들에 대한 기본지식이 부족하기 때문에, 어떠한 분야든 해당 위원회에 소속된 전문가들에게 조언을 얻는 것이 대의민주제의 본질에 속하기 때문이다. 따라서 여기에서 유권자들과 그들이 선택한 정치가, 정당과의 동일화가 부족해지는 결과가 나오게 되는 것이다. 또한 쇄신부족으로 생겨난 제도적 고착상태(Reformstau) 역시 정치가들의 신뢰손실에 기여할 수도 있다. 연금조달, 보건제도 구성과 같은 중요한 규정에 있어서는 조속한 처리가 이루어지지 않거나 거의 진전이 없다고 명맥히 보여지기 때문이다. 이러한 상황에서 많은 사람들이 생계에 대한 두려움을 겪게 되는 경우도 발생한다.

### 정치가의 자기이익
정치혐오증에 대한 다른 이유로는 정당의 자기이익추구경향이 강해지는 것을 들 수 있다. 권력과 돈이 국가, 유권자의 번영보다 더 중요시되는 것이다. 유권자는 이에 대해서 결국 무기력감을 느끼게 되고 신뢰손실과 정당거부가 그 결과로 발생하게 되는 것이다.

### 유권자의 이익에 부합하지 않는 정당
해변의 얼음장수 문제(Das Eisverkäufer-am-Strand-Problem – 역자 주)는 정치혐오증을 분석하는 모델로 사용되고 있다. 이 모델은 미국의 양당제에서 정당들이 소위 중위투표자들의 표를 기대하기 때문에 중도파 이외의 유권자들을 전략적인 이유로 무시하는 것을 보여준다. 그러나 이 모델은 대부분의 유럽국가들의 상황을 묘사하는 데에는 제한적이다. 독일을 예로 들자면, 거대정당(기민당, 사민당)들이 지난 몇 년간 꾸준히 지지율이 감소한 반면, 군소정당(자민당, 좌파당, 연맹 90’/녹색당)들이 강세를 보이고 있다. 이러한 현상은 거대정당들이 중도표를 고려하게 되어 고정표의 부정적인 효과를 상쇄시킬 수 있게 된다.

### 정치교육 부족
일반 국민들 중 (특히 청소년) 교육수준이 낮은 사람들에게는 정치적 결정의 점증하는 복잡함이 정치에 대한 냉담함이 증가하는 것에 영향을 끼쳤더고 볼 수 있다. 따라서 정치교육을 진흥하고, 더 많은 국민이 정치에 참여하도록 하는 것이 국가의 역할이다. 이는 경험적인 측면에서 볼 때, 교육수준이 높아질 수록 사회의 관심사에 대한 참여가 증가하는 것이 증명되었기 때문이다.

### 정당의 평준화/동일화
거대정당 간의 차이점을 더 이상 찾을 수 없다고 말하는 국민들도 있다. 정당들이 중요한 현안에 대해 나놓는 의견들이 차이가 거의 없다는 주장들도 있다. 즉, 독일 내 모든 정당들이 많은 국민들이 '사회복지비 삭감' (Sozialabbau)으로 인식하여 부정적으로 생각하는 하나의 경제자유주의적 정책을 추진하게 되는 것이다. 어떠한 정당이 집권당이 되든지 간에, 어떠한 경제정책을 추진하든지 간에, 이들의 시각에서는 단순히 투표를 하러 간다는 것이 더 이상 의미가 없는 것으로 비춰질 수도 있다. 즉, '선거'가 공약에 따라 자신의 가치에 부합하는 정당에 투표를 하는 것이 아니라, 그저 경제자유주의적 정책을 정당화 시키는 것으로 인식되는 것이다. 그리하여 정부의 경제정책에 동의하지 않는 국민들은, 대안의 부재로 투표를 거부하게 되는 것이다.

### 미디어
미디어 또한 정치혐오증 발생에 대한 무시할 수 없는 이유 중 하나이다. 미디어의 역할이 정치와 국민 사이를 중재하는 것이기 때문에, 미디어에게도 이에 대한 책임이 존재한다. 특히 정치관련기사가 부정적으로 묘사되는 경향은 국민들에게 정치를 신뢰할 수 없다는 것을 확산시키고, 정치는 무능력하다고 선동한다. 미디어의 갈등, 스캔들 위주의 보도도 마찬가지로 문제시 되고 있다. 정치를 '싸움', '제로섬게임'으로 강조하고, ‘민주적으로 선출된 대표자들의 건설적인 협력’이라는 점을 흐리게 한다. 스캔들은 중요하고, 민주주의를 유지하는 기능을 갖고 있으나, 동시에 신뢰손실을 낳을 수도 있다. 이 점에 있어서 미디어스캔들의 축적은 문제점이 있다고 판단될 수 있다. 이는 정치, 정치혐오증으로부터 결국 오락프로그램 수요가 다시 증가하는 결과를 낳게 된다. 정치의 세계에서는 냉철한 사실관계, 사실, 수치가 주를 이루는 반면, 민영방송은 센세이션, 박수와 수다가 지배하고 있다. 그러므로 미디어소비자들의 태도는 결정에 참여하는 요소로 간주될 수있다는 것이다. Hans J. kleinsteuber교수가 언급했듯이, 상업 TV의 도입은 청소년들의 삼 분의 이가 정치무관심에 이르게 한 중요한 원인이다.